# Comitato Olimpico Vietnamita
Il Comitato Olimpico Vietnamita (noto anche come Uỷ ban Olympic Việt Nam in lingua vietnamita) è un'organizzazione sportiva vietnamita, nata nel 1976 a Hanoi, Vietnam.
Rappresenta questa nazione presso il Comitato Olimpico Internazionale (CIO) dal 1979 ed ha lo scopo di curare l'organizzazione ed il potenziamento dello sport in Vietnam e, in particolare, la preparazione degli atleti vietnamiti, per consentire loro la partecipazione ai Giochi olimpici. L'associazione è, inoltre, membro del Consiglio Olimpico d'Asia.
L'attuale presidente del comitato è Nguyen Danh Thai, mentre la carica di segretario generale è occupata da Hoang Vinh Giang.